# Magical Negro
Der Magical Negro ist ein Typus in amerikanischen Büchern und Filmen. Dieser tritt als Helfer des weißen Protagonisten auf. Diese Figuren verfügen oft über spezielle spirituelle Fähigkeiten, die dem Protagonisten fehlen und mit denen der Magical Negro ihm hilft. Mitglieder der afro-amerikanischen Gemeinschaft in den Vereinigten Staaten sehen diese Figur mitunter als kritisch an.

## Verwendung

### In der Fiktion
Der Magical Negro wird oft so dargestellt, dass er körperlich oder aufgrund seiner Situation benachteiligt ist, z. B. als Gefangener. Er hat häufig keine Vergangenheit, sondern taucht einfach auf, um dem Hauptdarsteller zu helfen. Meistens verfügt er über magische Kräfte; er ist oft geduldig und weise.
Meistens hilft der Magical Negro dem Protagonisten aus einer Notsituation, indem er auch diesen zur Selbstkritik bewegt. Kritiker werfen diesem Konzept vor, dass der Schwarze sich auch als Magical Negro immer noch dem Weißen unterordnet und auch meist nur als Ausnahmefigur unter den Schwarzen dargestellt wird.
Der schwarze Filmemacher Spike Lee äußerte sich 2001 kritisch gegenüber der Figur des Bagger Vance in Die Legende von Bagger Vance, da sie kein realistisches Bild von Schwarzen zeige.

#### Beispiele in Filmen und Serien
- Noah Cullen (Sidney Poitier) in Flucht in Ketten (1958)[6]
- Dick Hallorann (Scatman Crothers) in Shining (1980)[6]
- Apollo Creed (Carl Weathers) in Rocky III
- Oda Mae Brown (Whoopi Goldberg) in Ghost (1990)[10]
- Azeem (Morgan Freeman) in Robin Hood – König der Diebe (1991)
- Benjamin Buford "Bubba" Blue (Mykelti Williamson) in Forrest Gump (1994)
- Abigail Freemantle (Ruby Dee) in Stephen Kings The Stand – Das letzte Gefecht (1994)
- Lamont (Guy Torry) in American History X (1998)
- Morpheus (Laurence Fishburne) in Matrix (1999)
- John Coffey (Michael Clarke Duncan) in The Green Mile (1999)[11]
- William Bludworth (Tony Todd) in Final Destination (2000)
- Gott (Morgan Freeman) in den Filmen Bruce Allmächtig (2003) und Evan Allmächtig
- Jolene (Moses Ingram) in Das Damengambit (2020)[12][13]

### Realität
2007 verwendete der US-amerikanische Kritiker David Ehrenstein den Titel Obama the „Magic Negro“ für einen Beitrag in der Los Angeles Times. Paul Shanklin schrieb daraufhin den Song Barack the Magic Negro, den Rush Limbaugh in seiner Radiosendung spielte. 2008 schickte Chip Saltsman, Politiker der Republikanischen Partei und Mitglied des Vorstandes der Tennessee Republican Party eine CD mit diesem Song an das Republican National Committee. Dies löste eine Kontroverse aus, die zum Rücktritt Saltsmans führte.
2012 wurde in einem Essay des Time Magazine über Präsident Obamas Wiederwahl argumentiert: „Die Verwendung der Begriffe ‚Magical‘ im Zusammenhang mit erstklassigen Leistungen Schwarzer suggerierte, dass hinter einer großartigen Leistung nur Magie stecken könne.“